# Saint-Martin-du-Vieux-Bellême
Saint-Martin-du-Vieux-Bellême är en kommun i departementet Orne i regionen Normandie i nordvästra Frankrike. Kommunen ligger i kantonen Bellême som tillhör arrondissementet Mortagne-au-Perche. År 2022 hade Saint-Martin-du-Vieux-Bellême 540 invånare.

## Befolkningsutveckling
Antalet invånare i kommunen Saint-Martin-du-Vieux-Bellême
| Referens: INSEE |